# Gauliga Hessen 1939/40
De Gauliga Hessen 1939/40 was het zevende voetbalkampioenschap van de Gauliga Hessen, officieel Bereichsklasse Hessen. De competitie werd in twee reeksen gesplitst en beide groepswinnaars bekampten elkaar om de titel. 
CSC 03 Kassel werd kampioen en plaatste zich voor de eindronde om de Duitse landstitel, waar de club in de groepsfase uitgeschakeld werd. VfB Friedberg, dat vorig jaar nog zesde eindigde trok zich voor de competitie terug.

## Eindstand

### Groep Noord
| Plaats | Club                          | Wed. | W | G | V | Saldo | Ptn. |
| ------ | ----------------------------- | ---- | - | - | - | ----- | ---- |
| 1.     | CSC 03 Kassel                 | 10   | 8 | 2 | 0 | 46:5  | 18:2 |
| 2.     | SV 06 Kassel-Rothenditmold    | 10   | 5 | 3 | 2 | 26:17 | 13:7 |
| 3.     | 1. BC Sport Kassel            | 10   | 6 | 0 | 4 | 32:29 | 12:8 |
| 4.     | Reichsbahn SG Hessen Hersfeld | 10   | 4 | 1 | 5 | 22:23 | 9:11 |
| 5.     | SV Kurhessen 93 Kassel        | 10   | 1 | 3 | 6 | 10:22 | 5:15 |
| 6.     | VfL TuRa Kassel               | 10   | 1 | 1 | 8 | 12:52 | 3:17 |

|  | Geplaatst voor finale          |
|  | Trok zich na dit seizoen terug |
|  | Degradatie                     |

### Groep Zuid
| Plaats | Club                            | Wed. | W | G | V | Saldo | Ptn. |
| ------ | ------------------------------- | ---- | - | - | - | ----- | ---- |
| 1.     | 1. Hanauer FC 93                | 10   | 8 | 1 | 1 | 44:11 | 17:3 |
| 2.     | VfB 06 Großauheim               | 10   | 8 | 1 | 1 | 24:14 | 17:3 |
| 3.     | SV Borussia 04 Fulda            | 10   | 5 | 2 | 3 | 33:23 | 12:8 |
| 4.     | TSV Hanau 1860                  | 10   | 2 | 3 | 5 | 21:35 | 7:13 |
| 5.     | BSG Dunlop Hanau                | 10   | 1 | 3 | 6 | 18:30 | 5:15 |
| 6.     | TuSpV KeWa 1887/04 Wachenbuchen | 10   | 0 | 2 | 8 | 11:38 | 2:18 |

### Finale
Heen
|               |               |       |                  |        |
| 24 maart 1940 | CSC 03 Kassel | 7 – 2 | 1. Hanauer FC 93 | Kassel |
| 24 maart 1940 |               |       |                  | Kassel |

Terug
|               |                  |       |               |       |
| 31 maart 1940 | 1. Hanauer FC 93 | 1 – 5 | CSC 03 Kassel | Hanau |
| 31 maart 1940 |                  |       |               | Hanau |

## Promotie-eindronde
| Team #1                  | Tot.  | Team #2                       | 1ste wed | 2de wed |
| ------------------------ | ----- | ----------------------------- | -------- | ------- |
| Hermannia Kassel         | 4 - 2 | SV Petersberg                 | 2 - 2    | 2 - 0   |
| SpVgg 1910 Langenselbold | 4 - 2 | Teutonia Watzenborn-Steinberg | 4 - 1    | 0 - 1   |